# Stjepan Radeljić
Stjepan Radeljić (ur. 5 września 1997 w Novej Bilej) – bośniacki piłkarz występujący na pozycji środkowego obrońcy w [klubie HNK Rijeka. Młodzieżowy reprezentant Bośni i Hercegowiny oraz Chorwacji.

## Sukcesy

### Klubowe
Sheriff Tyraspol
- Mistrz Mołdawii: 2020/2021